# Comté de Venango
Pour les articles homonymes, voir Venango.
Le comté de Venango est un comté américain de l'État de Pennsylvanie. Au recensement de 2020, le comté compte 50 454 habitants. Il a été créé le 12 mars 1800, à partir des comtés d'Allegheny et de Lycoming. Le siège du comté se situe à Franklin.
L'origine de la dénomination "Venango" vient du mot amérindien "Onenge", qui signifie loutre. Ce comté est le site des premiers forages pétroliers aux États-Unis.

## Démographie
| Groupe            | Comté de Venango | Pennsylvanie | États-Unis |
| ----------------- | ---------------- | ------------ | ---------- |
| Blancs            | 93,4             | 73,5         | 58         |
| Latino-Américains | 1,1              | 8,1          | 19         |
| Afro-Américains   | 0,9              | 10,5         | 12,1       |
| Asiatiques        | 0,3              | 3,4          | 6,2        |
| Métis             | 4                | 3,3          | 4,1        |
| Autres            | 0,2              | 0,4          | 0,5        |
| Amérindiens       | 0,1              | 0,1          | 0,9        |
| Océano-américains | 0,02             | 0,02         | 0,2        |
| Total             | 100              | 100          | 100        |